# Vis (település)
Vis horvát város és község Horvátországban, Split-Dalmácia megyében, Vis szigetén.

## Fekvése
Splittől légvonalban 54 km-re délnyugatra, az azonos nevű sziget északkeleti, szárazföld felőli oldalán fekvő tágas, védett Szent György-öböl mellett fekszik. Az öböl Split felőli partjáról Prirovo-félsziget nyúlik be az öböl vizébe. A Prirovo fölötti domboldalon fekszik Gradine, amely most Vis egyik városrésze. Itt, ennek helyén állt az ősi görög település Issza. Kikötője legnagyobbrészt az öböl délnyugati részén húzódik meg, a nyílt tenger felől a kis Host-sziget és a Prirovo-félsziget védi. A sziget belsejében fekvő termékeny mezőtől egy 250-300 méter magas dombvonulat választja el, melyen a város gazdaságát megalapozó szőlőültetvényei találhatók. A város területéhez számos kisebb öböl és két kis sziget, a Ravnik és a Budihovac tartozik, melyek nagy turisztikai potenciállal rendelkeznek.

## A község települései
A községhez közigazgatásilag jelenleg (2011) Brgujac, Dračevo Polje, Marinje Zemlje, Milna, Plisko Polje, Podselje, Podstražje, Rogačić, Rukavac, Stončica és Vis települések tartoznak.

## Története
Vis szigete már a történelem előtti időkben is lakott volt. Az enyhe éghajlat, a termékeny föld és a halban gazdag tenger már a nagyon korai időkben is bőséges feltételeket biztosított az emberi letelepedéshez. Az ősi indoeurópai kultúra már az i. e. 2. évezredben is virágzott a szigeten. Ezt igazolják a szigeten több helyen található halomsírok és az ősi várromokat jelölő „gradac”, illetve „gradina” helynevek. A Dionüszosz vezette szürakuszai görögök az i. e. 4. században megalapították Issa városát. Grga Novak horvát történész az i. e. 397. évre tette az ókori város alapítását, mely azt jelenti, hogy Vis a mai Horvátország és a kelet-adriai térség legrégebben alapított városa lehet. Vis ebben az időben tulajdonképpen városállamként működött létrehozva kolóniáit a közeli szigeteken, melyek hosszú ideig békében élhettek. Julius Caesar a Római Birodalom részét képező Issának önállóságot biztosított. Ennek a görög-római időszaknak a maradványai a városfalak, a városi színház és a fürdő ma is látható romjai.
Velencei János (Giovanni de Venezia) krónikás és II. Pietro Orseolo dózse titkára szerint 997 és 998 között a velenceiek lerombolták és kifosztották az akkor már horvátok lakta települést. Ekkor lakossága az újonnan alapított, biztonságosabb Velo Selora (Podselje) költözött át. A legenda szerint az akkori Velo Selo Galijától Humig terjedő, különálló települések sorából állt. A központban, ahogy ma is a Velo Seloi Boldogasszony szentélye állt, mely az egész sziget kegyhelye. 1483-ban az aragóniaiak a velenceiekkel hívott háborújuk során Velo Selot is lerombolták. Ekkor a lakosság újra leköltözött a Szent György-öbölbe a mai Luka és Kut területére és megalapította a mai Vis városát. Vis a velencei uralom alatt a helyi autonómiát élvező Hvar közösségéhez és a hvari püspökséghez tartozott. A hvari és visi nemesek a 16. századtól egymás után építették fel nyári rezidenciáikat a város területén és ezek lényegében ma is állnak. 

A lissai csata (1866)

A velencei uralomnak 1797-ben vége szakadt és osztrák csapatok vonultak be Dalmáciába. 1805-ben a sziget az osztrákokat legyőző franciák uralma alá került, de 1811-ben a tengeri fölényben levő angolok elvették a franciáktól és saját kereskedelmi központjukká tették. 1812 és 1813 között épült fel a város új erődrendszere, mely a Szent György-erődből, a Bentick-, a Robertson- és Wellington-erődből, valamint a Host-szigeten álló Martello-erődből állt. Vis az angol uralom alatt a Balkán és a Közel-Kelet felé menő áruszállítmányok, különösen a bor- és sókereskedelem fontos tranzitállomása lett. Lakossága ebben az időszakban elérte a tizenkétezret. Napóleon végső veresége után újra az osztrákoké lett. 1866. július 20-án a lissai csatában a Osztrák Császárság zászlaja alatt harcoló, többségben horvát tengerészek megvédték Vist az akkor létrejött új olasz állam csapataitól. A győzelem hozzájárult a horvát nemzeti öntudat kialakulásához, a többpártrendszer bevezetéséhez és a gazdasági fejlődéshez. A nemzet öntudat fejlődése vezetett az ún. „Viški skup” nevű horvát nemzeti egyesület megalakításához. A településnek 1857-ben 3601, 1910-ben 4297 lakosa volt. A 20. század elején a filoxéra járvány elpusztította  a szőlőültetvényeket, mely a lakosság növekvő számú kivándorlásához vezetett.
1918-ban elfoglalták az olasz csapatok, az olasz uralom 1921-ig tartott. Ezután (a rapallói egyezmény értelmében) az új szerb-horvát-szlovén állam, majd később Jugoszlávia része lett. A II. világháború során 1941-ben újra olasz megszállás alá került, mely 1943-ig az olasz kapitulációig tartott. Ekkor a partizán egységek vették át a város irányítását. A sziget a szövetséges, főként légi hadműveletek egyik támaszpontjává vált. A velo seló-i katonai repülőteret az 1960-as években szüntették meg, helyére szőlőt telepítettek. A II. világháború után a szocialista Jugoszláviához került. A jugoszláv időszak sziget gazdasági stagnálásának időszaka volt, a lakosság száma a felére esett vissza. A szigeten a JNA katonai bázisa működött. 1991-től a független Horvátország része, de 1992-ig a JNA katonai rendőr járőreivel is gyakran lehetett találkozni a városban. A jugoszláv katonák csak 1992. május 30-án hagyták el végleg a szigetet, helyükre horvát csapatok érkeztek. 2011-ben 1672 lakosa volt, akik a halászat és a mezőgazdaság mellett egyre inkább a turizmusból éltek.

## Népesség
| Lakosság változása | Lakosság változása | Lakosság változása | Lakosság változása | Lakosság változása | Lakosság változása | Lakosság változása | Lakosság változása | Lakosság változása | Lakosság változása | Lakosság változása | Lakosság változása | Lakosság változása | Lakosság változása | Lakosság változása | Lakosság változása |
| ------------------ | ------------------ | ------------------ | ------------------ | ------------------ | ------------------ | ------------------ | ------------------ | ------------------ | ------------------ | ------------------ | ------------------ | ------------------ | ------------------ | ------------------ | ------------------ |
| 1857               | 1869               | 1880               | 1890               | 1900               | 1910               | 1921               | 1931               | 1948               | 1953               | 1961               | 1971               | 1981               | 1991               | 2001               | 2011               |
| 3.601              | 3.540              | 3.812              | 4.142              | 4.417              | 4.297              | 4.240              | 3.217              | 2.832              | 3.132              | 2.847              | 2.233              | 1.971              | 1.932              | 1.776              | 1.672              |

## Nevezetességei
A hajókikötőből a rakparton (Riva) elindulva a tér túlsó sarkában találjuk a Tamarisz szállót, mellette vendéglő és teraszos kávézó, távolabb egy kis tér és a piac található. Vele ellentétes irányban magasodik a 17. század elejei Perast torony, a Kastilj.
Az öböl sarkában, pálmafák közt áll a 17. század második felében és a 18. század elején emelt szürke terméskő épület a Sv. Duh (Szentlélek) templom. A középkori szokás szerint keletelt épületnek egyszerű homlokzata, három harangos, nyitott harangtornya van. Az építőnek csak korlátozott anyagi források álltak rendelkezésére, ezért nem vehette figyelembe a kor fényűző barokk építészetének előírásait, helyette az építészeti stílusnak megfelelő díszítőmotívumokat használt az amúgy egyszerű épületen.

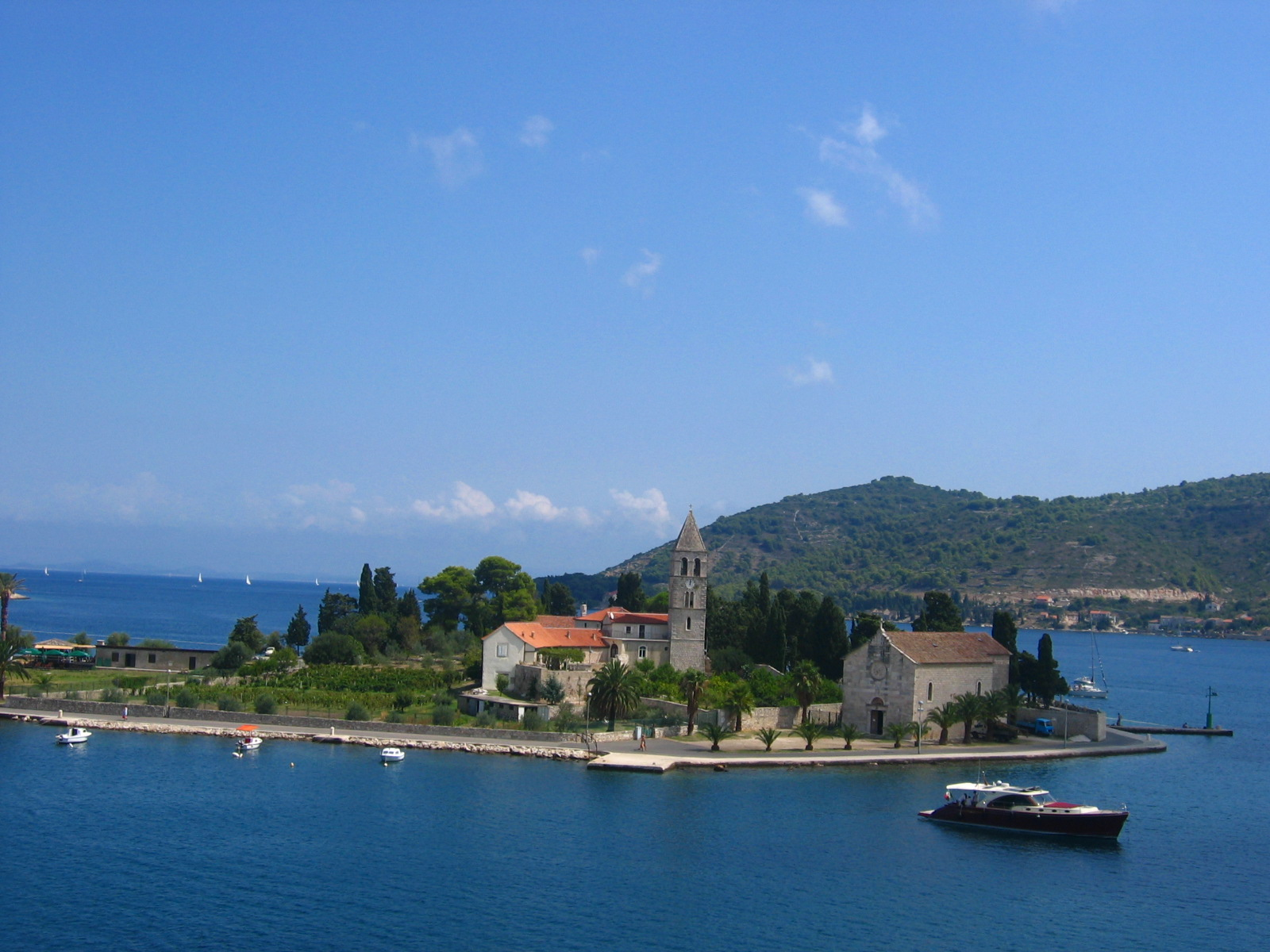
A visi öböl bejárata a ferencesek kolostorával

A Prirovo-félsziget középpontjában emelkedik a ferences-rendiek kolostora, előtte áll a 16. századi, egyszerű reneszánsz vonalú Szt. Jeromos-templom, mögötte temetővel. A kolostor és temploma építésére a viši kikötő legszebb fekvésű helyét választották ki és védőszentjéül Dalmácia védőszentjét Szent Jeromost választották. A templom külseje a kor reneszánsz építészeti stílusának felel meg. A kolostor eléggé szokatlan íves, részben félköríves formát kapott, mert követi a római színház külső falát, amelyre építették. A római kori épületből megőrződött a színház színészbejárója a rendház alagsorában, s a faragatlan terméskövekből összerótt, enyhe kanyarulatú földszinti folyosó. A falakba pedig az itt talált faragott köveket foglalták bele.
A rendház fölötti domboldalon található a Magna Graeciaból (a mai Szicíliából) idetelepült görögök egykori települése Issza a fürdő, a színház, a temető és a kikötő maradványaival. A görög városokhoz hasonlóan Issának is voltak védőfalai, melyek részben mai is láthatók az egykori város nyugati, északi és keleti határánál, a Gradina lejtőin. A fürdőépület maradványai néhány méter magasságban álltak, ezeket azonban a II. világháború során 1944-ben földig rombolták. A régészeti feltárások 1963-ban kezdődtek és lényegében máig sem fejeződtek be. Napfényre került az impozáns fürdő keleti része, falazott padokkal, a ruhák és cipők elhelyezésére szolgáló mélyedésekkel egy geometriai motívumos mozaikkal borított terem, valamint egy másik csarnok, melyet négy kék delfint ábrázoló mozaik díszített. Gradina területén néhány ókori lakóház alapfalait is megtalálták. A Prirovo-félszigeten állt színház maradványai már a 16. században előkerültek, mert föléje építették a ferencesek templomát és kolostorát. A 19. század végén az amatőr régész Apolonija Zanella végzett itt feltárásokat, ennek során tisztázódott az épület alaprajza. Az ülőhelyekből kiszámították, hogy a színház mintegy háromezer embert tudott befogadni. Az ókori város temetője a nyugati városfalon kívül feküdt azon a területen amelyet később Martvilonak neveztek el. A temető legnagyobb része ma sincs feltárva, kivétel ez alól az a néhány görög sír, melyet 1955-ben a spliti múzeum munkatársai tártak fel.
A Spilicai boldogasszony-templomot a 16. század elején a Francisco de Pelegrini által adományozott földterületen kezdték el építeni. A korabeli dokumentumokból láthatóan 1521-ben még nem volt befejezve, amikor építői tovább bővítették. Külsején keverednek a gótika, a reneszánsz és a barokk stílus elemei. Legrégebbi, középső része a 16. század elején gótikus-reneszánsz stílusban épült. Homlokzatán nagyméretű reneszánsz kőrozetta, felette Dalmácia legmagasabb pengefalú harangtornya, melyben három harang látható. Az oldalhajókat külön bejáratokon át lehet megközelíteni, ezek felett egy-egy körablak látható. A belső teret oszlopokon nyugvó széles, félköríves boltozat osztja három részre. Ezzel egy egyedülálló, hosszú, szűk ablakok (melyek közül néhány az eredeti 16. századi falakból származik) által megvilágított román-gótikus kinézetű belső teret nyertek. Az eredeti késő reneszánsz oltárt a 19. század elején bontották el. Politichonjából, mely Girolamo da Santacroce velencei mester műve a középső rész maradt meg a trónon ülő Szűz Mária gyermekével, Keresztelő Szent János és Szent Péter társaságában látható felettük az Atya ábrázolásával. 

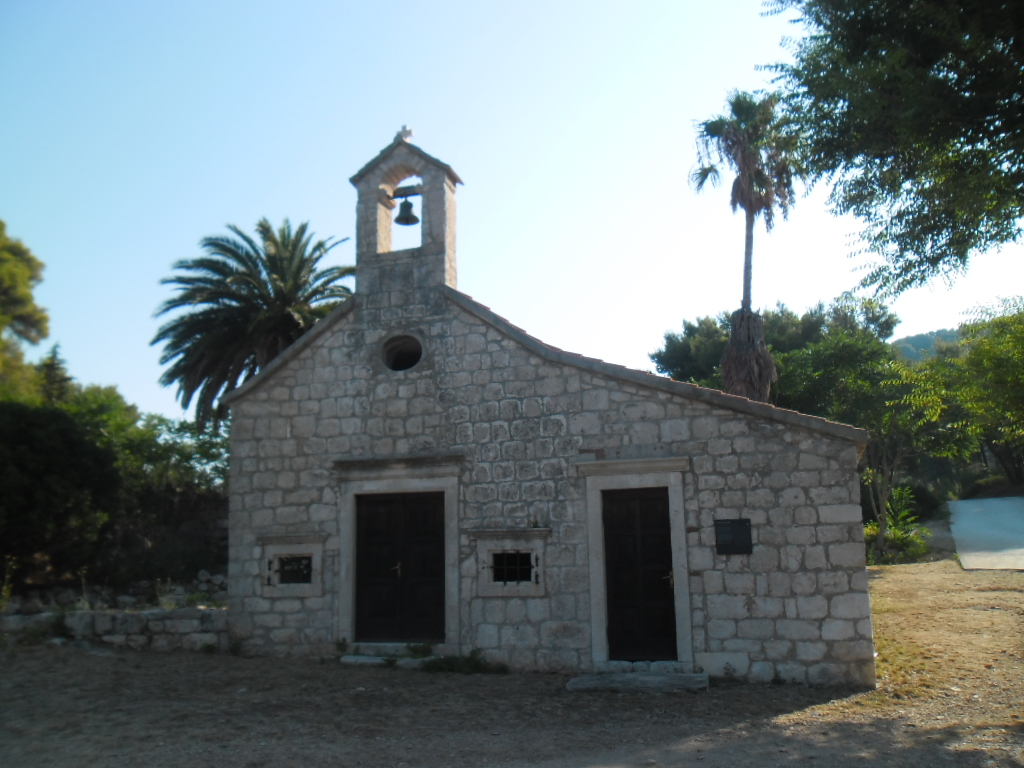
A Szent György templom

A Szent Ciprián és Jusztin vértanúk tiszteletére szentelt késő barokk templomot 1742-ben építették a keleti, Kut nevű városrészen. Ezen a helyen már korábban is állt templom, melyet még a 15. század elején építettek és amelyből mára csak a mai templom hátsó fala maradt meg a gótikus ablakkal. Homlokzata barokk díszítésű néhány gótikus motívummal. A kapuzat felett nyolcágú rózsaablak, oldalt két nagyméretű ovális, ezek felett pedig két, négykaréjos elemmel áttört körablak található. Felettük a háromszögű oromzaton középen egy falfülkében Szent Ciprián vértanú szobra, két oldalán pedig két kisebb áttört körablak található. A templomnak tágas apszisa van két oldalkápolnával, melyek az épületet kereszt alaprajzúvá teszik. Mennyezete virágmintával ékes kazettákkal, középen a Teremtő ábrázolásával gazdagon díszített. A harangtorony a templommal egy időben épült, díszítése is hozzá hasonló. A kikötő irányában puskalőrések láthatók, melyek arra emlékeztetnek, hogy a templomnak domináns elhelyezkedése miatt védelmi funkciója is volt.
A Szent György templomot  a 11. században építették a visi öböl bejáratánál fekvő kis félszigetre. Róla a középkorban a kikötő, a kikötő bejáratánál fekvő kis sziget és a templom keleti oldalán emelkedő hegy is Szent György nevét viselte. A település védőszentje is Szent György volt. A templomot története során többször is átépítették, mai formájában a 16. századi átépítés jegyeit hordja magán. Belső terét lizénák tagolják, míg boltozatába két bizánci amfora van beépítve. Félköríves apszisában található a 17. századi oltár. A 15. században remeték éltek itt, akiknek sírjai a templom körül találhatók.

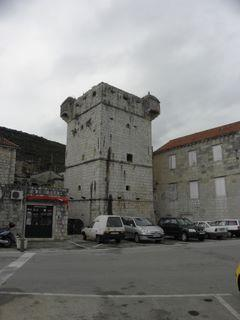
A Perast-torony

A Perast-tornyot 1617-ben építtette a Kotori-öböl partján fekvő Perast nevű településről származó Peratsi Vicko. Építtetőjéről nem sokat tudunk, először 1587-ben említik családjával együtt. Az oklevelekben dominus, azaz úrként szerepel és a torony mellett fekvő házában lakott, ahol 1622-ben halt meg. A tornyot saját birtokán építtette a török ellen a saját és más visi csalások védelmére. A tornyot vízszintes falkoszorúk tagolják ágyúnyílásokkal és puskalőrésekkel. Sarkán négyszögletes, konzolok által tartott kiugró őrhely van kialakítva. A toronyba az első emeleten lehetett bejutni, melyet a Perast-házzal egy fából ácsolt híd kötött össze. Mivel minden felszerelését ezen a hídon át lehetett bejuttatni csak kis méretű bronzágyúkkal volt ellátva, melyet a 17. és 18. századi források is említenek. körülötte tilos volt falak és házak  építése, melyek korlátozták volna védelmi képességeit.
Szent Miklós tiszteletére szentelt kőtemploma a 15. században épült Dol területén, Vis szigetén. Az egyhajós épület, négyzet alakú apszissal, dongaboltozattal rendelkezik. A templom egy késő ókori épület romjaira épült, amelyből a fal egy része ("opus spicatum") megmaradt. A gótikus templomot 1818-ban keletre és nyugatra bővítették. Az apszisban egy fából készült polikróm oltár található, a fülkékben három szoborral, amelyek Szent Pétert, Szent Miklóst és Szent Lőrincet ábrázolják. Az oltár oldalán, a vakolat alatt a templomhajó régebbi falát fedezték fel. A templomtól délre egy remetelakást építettek.
A Gariboldi-palotát 1552-ben reneszánsz gazdasági épületként és nyaralóként építették. Francesco Gariboldi a 16. század elején költözött Milánóból Hvar szigetére és hvari polgár lett. Hvar városának forgalmas részén vásárolt házat és üzletet, valamint sírhelyet a ferences templomban. A palotát Visen vásárolt birtokán építtette, melynek a kapuzata feletti homlokzatán felirat hirdette, hogy tulajdonosa Milánóból származó hvari polgár. A körítőfal mögött kövezett udvar található, melyet később átépítettek és rövidítettek, benne kúttal. A földszinten borozó található. A kapuzat felett a család címerét láthatjuk, melynek mezejében vár és négy csillag található, két oldalán az F. G. monogrammal.
Az ismert író, drámaíró és költő Marin Gazarović is épített Visen palotát, hogy itt pihenhessen és felügyelje birtokait. A magas falakkal kerített késő reneszánsz nyári rezidencia a 16. század végén épült. A földszintjén levő borozót kis négyszögletes ablakok világítják meg. Egykor egy külső lápcsőn lehetett felmenni az emeletre, ahol az író lakása is volt. A ház belső része az átépítések után teljesen megváltozott. A homlokzat közepén megmaradt a Gazarović család szirénekkel és kiterjesztett szárnyú sárkánnyal övezett címere, melyet az író sajátkezűleg faragott.
A Prdvarić család emeletes reneszánsz-barokk palotája a 16. század végén épült a Kut nevű városrészen. Északi homlokzatán hosszú erkély található szokatlan stílusú kőkorláttal, melynek díszítése hosszúkás, megfordított vázára hasonlít. Az erkély a északi homlokzat teljes hosszában húzódik. A bejárati kapu felett látható a család 16.-18. századi, három csillagot, félholdat és angyalfejet ábrázoló reneszánsz-barokk címere. A palota déli oromzatán virágok és kis meztelen nőalak látható kézében csokorral a szerencse allegóriájaként. A földszinten borozó, az emeleten szobák és egy terem található, ahová kőkeretes ajtó vezet. A terem famennyezetét a korabeli dalmát építőművészet jellegzetes díszítésével ellátott kőkonzolok tartják. 

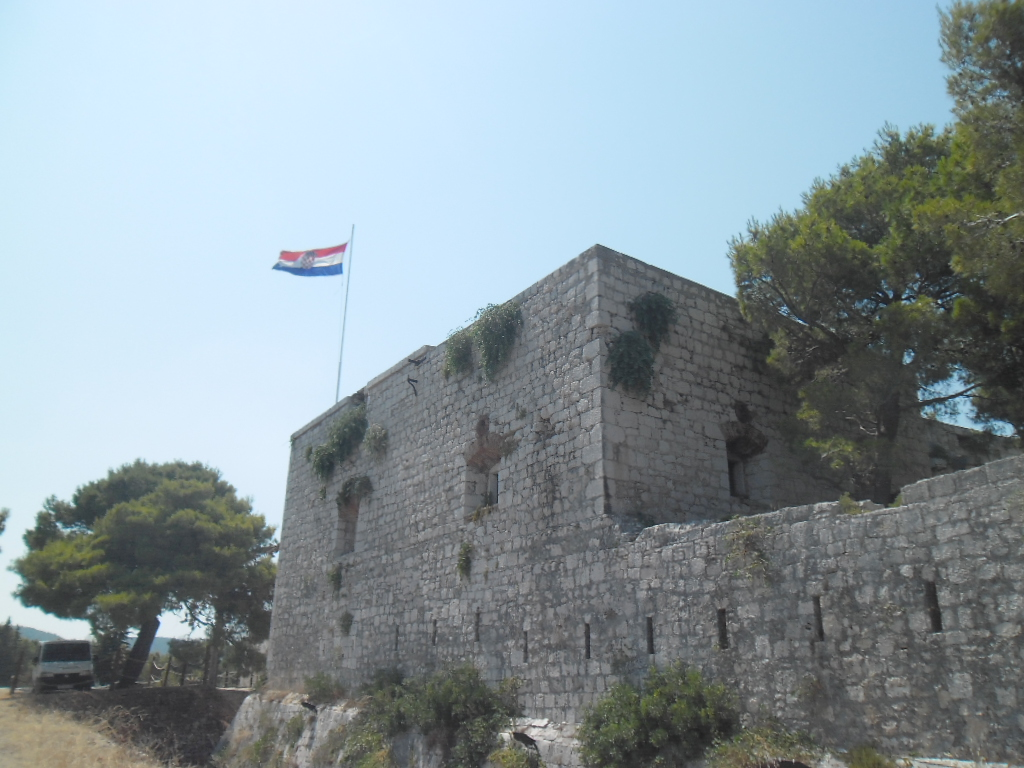
A György erőd részlete

Vis várát a György erődöt 1812-ben kezdték építeni az akkori brit kormányzó Robertson ezredes rendeletére, aki a kikötő jobb védelmére tartotta szükségesnek megépíteni azt. Nevét III. György brit királyról kapta, de ma a helyiek Forticának nevezik. Az elképzelés szerint a György erőd a kisebb Martello-, Bentich- és Robertson-erődökkel és az öbölben átellenben fekvő Wellington-erőddel alkotott volna egy védelmi rendszert. A Hoste-szigeten épített Martello-erőd nehézágyúival könnyen megakadályozta volna az öböl megközelítését az ellenséges hajók számára. Az építési munkákat, melybe a katonaság mellett bevonták a helyi lakosságot is Henryson kapitány felügyelte és 1813-ra fejeződtek be. Két évvel később az egész erődrendszert átadták a Habsburg Birodalomnak, mely a Dalmácia feletti hatalmat is átvette.
A György-erődtől délre a Svitnja-öböl felett található a Bentick-erőd, egy kétemeletes hengeres torony, mely William Cavendish Bentick lordról a szicíliai brit erők parancsnokáról kapta a nevét. Eredeti neve mára feledésbe merült, ma romjait a helyiek Trejunnak nevezik.
A harmadik brit erőd a Robertson-erőd Georg Duncan Robertsonnak a visi angol erők parancsnokának a nevét viseli.
A negyedik brit erődöt, a Wellington-erődöt Arthur Wellesleyről, Wellington hercegéről nevezték el, aki az 1815-ös waterlooi csata győztes brit parancsnoka volt. Hengeres falai valamivel vékonyabbak a Terjunnál, puskalőrések tarkítják.
A visi kikötő bejáratánál fekvő kis Hoste-sziget keleti részén áll a ma már romos Martello-erőd. A szigetecske William Hostének, az adriai brit erők parancsnokának a nevét viseli, aki 1811-ben az erőd építésébe kezdett. Hoste kitűnt az adriai francia-olasz hadiflotta elleni harcokban és nevéhez fűződik Cattarónak (Kotor) a franciáktól való 1814-es felszabadítása.

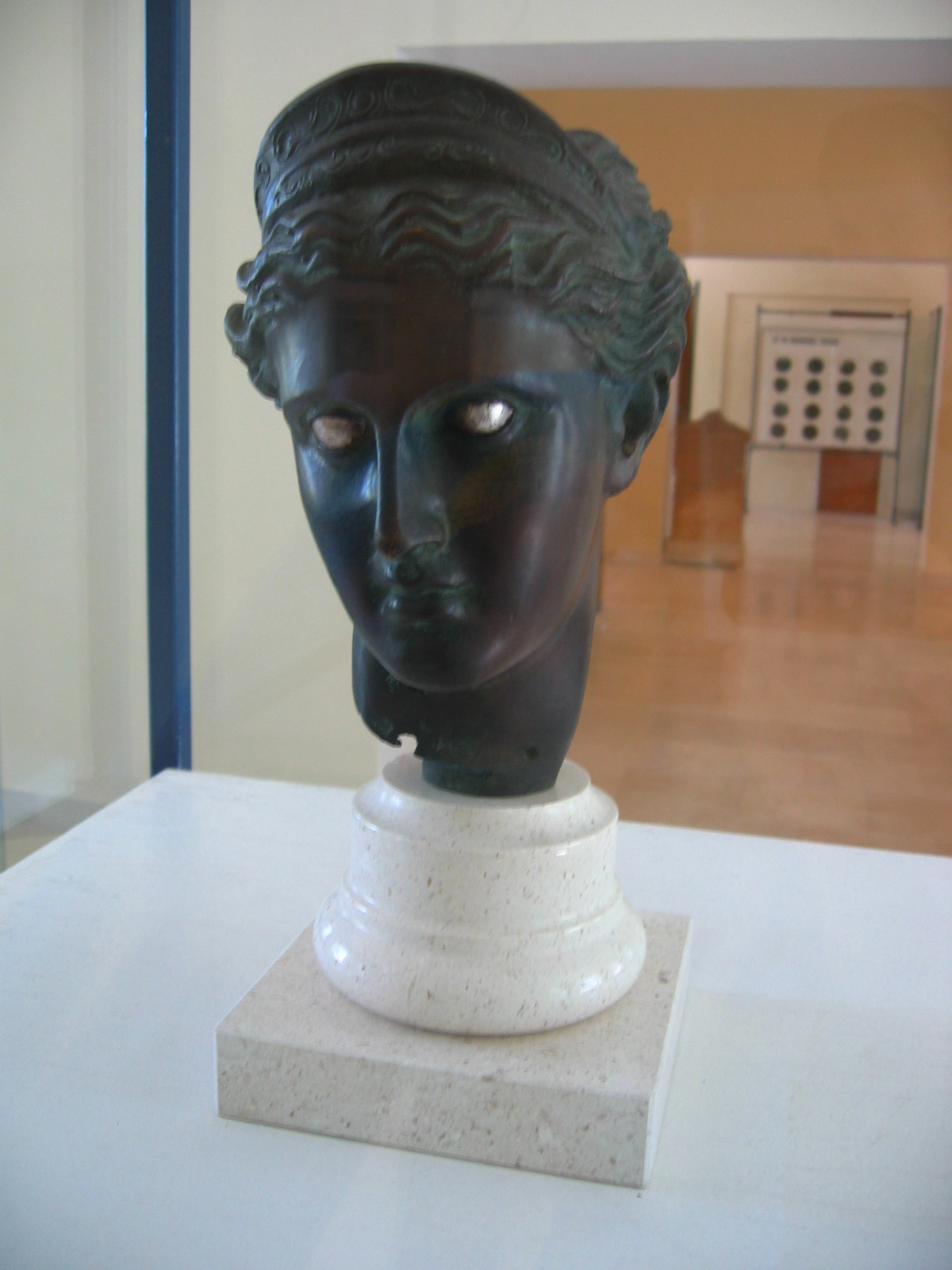
Artemisz-fej a visi múzeumból

Vis kikötőjén belül, a Prirovo-félsziget körül görög-római kikötő maradványai találhatók. Az Adria legrégebbi, az i. e. 4. századból származó kikötője ma is látható, az ősi partot övező nagy, faragott kőtömbökből épült. Az iszap alatt számos régészeti lelet is található. Mivel az öböl az i. e. 4. század óta kikötő és horgonyzóhely, az aljzat több korszakból származó leletekben gazdag. Az öböl egész területén található leletek közül a leggyakoribbak az egész és sérült amforák és kerámia edények. A Sv. Juraj-öbölben ősi tegulák szétszórt csoportjai is találhatók.
Vis szigetének déli oldalán a Taleška glavica partszakaszon egy őskori erődített település maradványa található. Kiterjedése alapján Közép-Dalmácia egyik legnagyobb erődje. A domb tetejét sziklák alkotják, amelyeken planírozás nyoma látszik, de az épületek maradványai nem találhatók. A szárazon rakott kőfalak maradványai jól megőrződtek. A keleti oldalon egy tucat bástyaszerű terasz található, nagyobb kőtömbökből álló alapfalakkal. A külső várban két száraz kőfal gyűrű látható. A felszínen durva illír kerámia töredékei találhatók, amelyek között hellenisztikus kerámiatöredékek is találhatók. A leletek alapján a lelőhelyet az i. e. 8. századtól az i. e. 2. századig terjedő időszakra keltezték.
A városi múzeumot a „Gospina baterija” (magyarul a Szűzanya ütege) 19. század elején épített, ágyúsüteg elhelyezésére szolgáló erődjében nyitották meg. A múzeum három állandó kiállítással rendelkezik. Az első a város és a sziget történeti emlékeit, a második a helyi halászat történetét és tárgyait, a harmadik pedig a város polgárainak bútorait, használati tárgyait, a hajóépítéssel, szőlőtermesztéssel és áruszállítással kapcsolatos tárgyakat mutatja be. A történeti részben látható a Vela Svitnja-öbölből előkerült amforákat bemutató kiállítás. A sziget északi részén található öbölben az 1970-es években találták meg a spliti régészeti múzeum szakemberei a fosztogatók által megkímélt lelőhelyet, mely 634 amforát tartalmazott és amelyek közül számos még az eredeti edényzárral rendelkezett. A görög gyűjtemény is a spliti múzeum anyagából való és a legnagyobb a maga nemében az ország területén. A bronzkorból és a vaskorból származó, a sziget területén talált tárgyakból, cseréptöredékekből, fibulákból, spirális kidolgozású ékszerekből állították össze. Legérdekesebb tárgya egy bronz Artemisz-fej az i. e. 4. század végéről, az egyik legjelentősebb görög emlék Horvátországban. Itt láthatók az ókori Issa területéről előkerült leletek is.
A hvari és visi nemesi családok (Hektorović, Jakša stb.) nyári rezidenciái.
A városközpont épületei, köztük a Horvát-ház, a Tramontana-ház és az alapiskola a 19. században és a 20. század elején épültek neoreneszánsz, neoklasszicista és szecessziós stílusban.
A Kut nevű településrészen található a Tomić-ház, melynek homlokzata a Ribarska utcára néz. A ház egy kisebb, szabálytalan, téglalap alaprajzú épülettömbben található. Az egyetlen szabadonálló fala az elülső fal, amely nyugat felé néz. A ház homlokfala egy jóval régebbi épület maradványa, a többi rész pedig utólag épült a román stílusú ház egyes részei fölé. A ház egyemeletes, nyeregtetős. Megmaradt a földszint téglalap alakú ajtajának román stílusú arhitrávja, az emeleten pedig egy román stílusú, íves ablak található. A homlokzati fal földszintjének déli részén a közelmúltban két nyílást nyitottak. Az újabb földszinti ajtó fölött egy hosszúkás reneszánsz ablak található. A ház Vis város polgári építészetének legrégebbi fennmaradt példája.
Vis közelében fekszenek a tengerfenéken "Radetzky" osztrák-magyar fregatt roncsai. A fregattot 1854-ben építették a nagy-britanniai Notham hajógyárban. Az 58,5 m hosszú és 12,5 m széles hajót a vitorla mellett egy 300 lóerős gőzgép hajtotta. 41 különféle kaliberű ágyúval volt felszerelve. Részt vett az 1864-es helgolandi csatában és az 1866-os híres vis-i csatában, amely után a levantei és az adriai missziókban vett részt. A hajó 1869. február 20-án süllyedt el, miután lőpor- és gránátraktárban robbanás történt, a főként dalmáciai fiatal férfiakból álló 355 legénység tagja közül csak 23 maradt életben, halászok mentették meg őket.

## Érdekességek
- Nagyon valószínű, hogy Vis a szomszédos Hvar szigetének legnagyobb településével Hvarral együtt az ország legősibb városa, mely már 2400 évvel ezelőtt is fennállt.
- A város hosszú ideig két különálló részből, Lukából és Kutból állt. A két rész csak később egyesült, amikor a közbülső területen megépültek a plébániatemplom, majd az iskola épületei.
- Vis városa a 15. században lett a sziget központja, miután a Nápolyi Királyság csapatai a korábbi székhelyet Velo Selót (a mai Podseljét) 1483-ban lerombolták.
- A város 1807 és 1815 között angol uralom alatt állt, akik ezalatt építették meg a várost övező erődrendszert.
- Az 1866-os lissai (visi) csata emlékművét, ahol a Császári és Királyi Haditengerészet hajó, Wilhelm von Tegetthoff parancsnoksága alatt győzelmet arattak az olasz királyi hadiflotta felett. Az emlékművet a olasz katonák a sziget 1918-as megszállásakor lebontották és elvitték. Az emlékmű, az ún. „Visi oroszlán” ma Livornóban áll az ottani tengerészeti akadémia előtt.

## Gazdaság
A 20. század közepéig a helyi gazdaság fő húzóereje a szőlészet és borászat volt. Ma lakói már főként a turizmusból és a hozzá kapcsolódó szolgáltatásokból élnek. Itt található az Adria keleti partvidékének egyetlen pálmafaültetvénye is.

## Kultúra
- A városnak fúvószenekara van.
- Múzeuma gazdag gyűjteménnyel rendelkezik, melynek  nagy részét az ókori Issából származó leletek teszik ki.
- A visi amatőr színtársulat "Ranko Marinković" nevét viseli.
- A Matica hrvatska helyi szervezete

## Oktatás
- Az "Antun Matijašević - Karamaneo" középiskolát 1975-ben alapították. Az iskolában gimnázium és kereskedelmi szakközépiskola működik, emellett a sziget oktatási központját képezi.
- 1960-ig több visi településnek, így Podseljének, Podstražjének i Marine Zemljének is volt alapiskolája, azonban ezeket a lakosság elvándorlása miatt be kellett zárni.

## Sport
- Visen alapították meg újra 1944-ben a HNK Hajduk Split labdarúgóklubot, mert Split városa 1941-től olasz megszállás alatt volt. (A klubot eredetileg 1911-ben Calcio Spalato néven alapították.)
- "Sir William Hoste" krickettklub
- ŠRC "Issa"
- "Vis" bocsaklub
- "Issa" asztaliteniszklub
- "Vis" labdarúgóklub
- "Vis" vitorlásklub
- "Host" vitorlásklub
- "Kaleb" paragliding (siklóernyős) klub
- A város minden nyáron labdarúgótornát szervez, melyen a sziget csapatait látja vendégül.

## Galéria
- A Spilicai boldogasszony templom
- A Szent Ciprián és Jusztin templom homlokzata
- Az ősi Issa romjai
- A Szentlélek templom
- A Szent György templom
- A Gospina baterija a visi várból
- A Gospina baterija előnézetben
- Visi utcarészlet
- A Perast-torony
- Ágyú a Perast-torony előtt
- Hajók a visi kikötőben
- A Hoste-sziget a brit erőddel
- A III. György erőd bejárata
- A ferences templom és kolostor látképe
- Visi paloták

## Fordítás
- Ez a szócikk részben vagy egészben  a   Vis (grad) című horvát Wikipédia-szócikk ezen változatának fordításán alapul.  Az eredeti cikk szerkesztőit annak laptörténete sorolja fel. Ez a jelzés csupán a megfogalmazás eredetét és a szerzői jogokat jelzi, nem szolgál a cikkben szereplő információk forrásmegjelöléseként.